# Darwin (cómic)
Darwin (Armando Muñoz) es un superhéroe mutante que aparece en los cómics estadounidenses publicados por Marvel Comics. 
Edi Gathegi interpreta al personaje en la película X-Men: primera generación. 

## Historial de publicación
Su primera aparición fue en X-Men: Deadly Genesis #2 (2006), y fue creado por el escritor Ed Brubaker y el artista Pete Woods.

## Biografía ficticia

### Origen y Krakoa
Después del nacimiento, los poderes de autodirección y la continua evolución circunstancial de Darwin hicieron que su madre lo odiara. El niño afro-hispano fue encontrado por científicos que experimentaron con él y lo llevaron a la atención del público. Fue encontrado por Moira MacTaggert y reclutado como uno de sus "promotores". Estaba en el primer equipo, junto con Kid Vulcan, Petra, y Sway para intentar rescatar a los X-Men de Krakoa.
Mientras Petra y Sway fueron asesinadas por Krakoa, Darwin y Vulcan fueron tragados en la tierra por una combinación de los poderes moribundos de Sway y Petra. Darwin absorbió los restos de las dos niñas y luego se convirtió en energía para fusionarse con Vulcan. Esto le dio a Vulcan los poderes de Darwin, Petra y Sway. Rachel Summers logró expulsar la presencia de Darwin de Vulcan, quien luego se fue al espacio. Mientras trataba con las impactantes revelaciones de la verdad sobre Krakoa y Vulcan, Bestia descubrió que Darwin todavía estaba vivo. Fue devuelto al Instituto, donde Bestia determinó que Darwin era ahora un ser de energía pura. Aunque no estaba consciente, se demostró que aún tenía actividad cerebral y que aún estaba vivo, ubicado en la Mansión X. Una vez separado de Vulcan, las habilidades de Darwin le hicieron desarrollar una forma física una vez más.

### El ascenso y la caída del Imperio Shi'ar
Cuando el equipo Uncanny X-Men (incluyendo Warpath, Havok, Polaris, Marvel Girl, Nightcrawler y el Profesor Xavier) se fueron para cazar a Vulcan y evitar que destruyera a los Shi'ar, se reveló que el Profesor trajo a Darwin con ellos. con la esperanza de que su amistad con Vulcan ayude. Cuando los agentes Shi'ar secuestraron al Profesor X, Darwin lo siguió y saltó en secreto a su nave espacial mientras huía.
Después de rescatar con éxito a Xavier de sus captores, Darwin estaba bien encaminado hacia la libertad cuando se reveló que D'Ken estaba vivo y bien. Recobrado por los guardias del Imperio, Darwin fracasó en su intento de rescatar a su mentor y aceptó a regañadientes la oferta de Vulcan de convertirse en el mejor hombre en su boda y en la de Deathbird.
Aunque obviamente contra el sindicato, Darwin asistió a la boda, aunque con cadenas, y quedó atrapado en el fuego cruzado cuando los X-Men y Starjammers atacaron. Temiendo que su gran día se arruinara por completo por la interferencia, Vulcan atrapó a Xavier en el M'Kraan Crystal. Naturalmente, temiendo por la seguridad de su mentor, Darwin siguió a Xavier a las profundidades del cristal y lo rescató. Fue llevado a la nave espacial de los X-Men con el Profesor X y Lilandra Neramani envió la nave de regreso a la Tierra.

### World War Hulk
Durante la historia de World War Hulk, Darwin fue uno de los X-Men que atendió la llamada de ayuda cuando Hulk llegó a la Mansión-X. Mientras luchaba contra Hulk, evolucionó para ganar la capacidad de absorber la radiación gamma. Darwin intentó absorber la radiación gamma de Hulk solo para descubrir que el suministro de radiación gamma de Hulk era mucho más de lo que podía drenar. Luego, su cuerpo determinó que la mejor manera de confrontar a Hulk era no confrontar a Hulk en absoluto, y Darwin obtuvo poderes de teletransportación y se teletransportó a sí mismo fuera del camino de destrucción de Hulk: a una distancia de aproximadamente tres estados.

### Messiah Complex
Darwin reapareció en Messiah Complex y luchó junto a los X-Men contra los Merodeadores, Purificadores, Depredador X y Cable.

### Secret Invasion
En algún momento después del Complejo del Mesías, Darwin va en busca del profesor Xavier porque quiere ayudarlo. Se encuentra con Longshot, quien trata de llevarlo al profesor usando sus poderes. Sin embargo, Longshot no está seguro de si sus poderes han estado funcionando correctamente y los prueba a un grupo de personas que se vuelven contra Darwin y atacan. Después de una breve pelea, Darwin logra escapar y la multitud gira en Longshot. Después, Longshot se encuentra con Darwin y son atacados por Jazinda y She-Hulk que están detrás de Longshot, que es realmente un Skrull llamado Nogor. Darwin también se enamora de Monet.
Mientras tanto, el padre de Darwin contrata a Investigaciones X-Factor para ayudarlo a encontrar a Darwin, supuestamente porque se siente mal por dejarlo a él y a su madre cuando era más joven.

### Uniéndose al X-Factor
Después de que Darwin se reúne con su padre, es traicionado por él y vendido a agentes de una organización conocida como el Proyecto Karma, que están experimentando con seres humanos vivos, solo por sus intentos de duplicar la hiperevolución de Darwin para que falle cuando el duplicado ADN de Darwin se muestra incapaz de manejar sus poderes.
Siryn finalmente lo recluta en el equipo después de que ella le dice que con X-Factor, no tendrá que lidiar con las amenazas masivas con las que los X-Men tratan habitualmente. Después de que Monet es poseído por la villana Cortex y ataca a Lenore, una joven al cuidado del equipo, Darwin la combate con valentía. En medio de la batalla masiva, Darwin es aplastado accidentalmente por un Centinela que Siryn había volado desde el cielo. Al salir ileso de los escombros, Darwin se burla cínicamente de su discurso anterior sobre no tener que preocuparse por este tipo de cosas con X-Factor.
Varios meses después, el equipo se traslada a la ciudad de Nueva York para aprovechar los casos metahumanos con altos salarios. Darwin está presente cuando el equipo es contratado por Valeria Richards y Franklin Richards, y afirma estar intimidado por el intelecto de Valeria. Parece que Darwin aún guarda sentimientos por Monet, y se enoja cuando Hombre Múltiple le dice al equipo que es posible que no puedan ayudarla a encontrar a su padre secuestrado.
Durante una batalla con Hela, Darwin se adapta a su toque convirtiéndose en un dios de la muerte, pero tiene problemas para sobrellevar el efecto posterior de las habilidades divinas que le fueron otorgadas. Decide dejar el equipo para adaptarse y encontrarse.
A su regreso a X-Factor en el arco de la historia "Puntos de ruptura", Darwin ha estado plagado de voces en su cabeza después de tocar a Hela y asumir la forma de Hela. Estas voces le revelan el posible apocalipsis en que incurrirá el hijo de lobo de Rahne, Tier. Él se encarga de matar al lobo, pero se encuentra con la resistencia de Tier y su guardián Hombre Lobo. A pesar de varios intentos de someter a Tier, Rictor se encuentra con él y trata de evitar que Darwin mate al niño al arrojar a Darwin desde la cima del acantilado utilizando sus poderes de recuperación de terremotos recientemente recuperados. Darwin no muere, el resultado de sus poderes evolutivos se activa, pero continúa la caza siguiendo al hijo de Rahne desde otra dimensión.

### Amanecer de X
Se ve a Darwin viviendo una nueva vida en Krakoa después de que el Profesor X, Moira MacTaggert y Magneto se unen para crear una nación mutante.
Darwin, junto con Wolverine (Laura Kinney) y Synch, fueron encargados por los X-Men de infiltrarse en una base de los Hijos de la Cámara dentro de un Molde Maestro, ya que solo ellos tienen los poderes para adaptarse a los cambios necesarios para infiltrarse en la seguridad de la base. Darwin fue seleccionado porque sus poderes tienen la capacidad de evaluar el entorno atemporal y a los propios Hijos. Los X-Men crearon una distracción para asegurarse de que los tres pudieran ingresar sin ser detectados, lo que lograron. Sin embargo, sin que lo supieran los que quedaron fuera de la Bóveda, los tres fueron clasificados inmediatamente como sujetos no identificados.
Debido a que el tiempo fluye de manera diferente dentro de la Bóveda, ellos han estado fuera del mundo físico durante tres meses y cinco días, pero han estado dentro durante quinientos treinta y siete años.
Durante su primer día, mientras luchaban contra los Niños de la Bóveda, Wolverine y Synch mataron a la mayoría de sus enemigos, mientras que la cabeza de Darwin quedó atrapada en una burbuja de agua de Sangre. Después de ver a sus compañeros de equipo asesinados, Aguja se suicidó furiosamente proyectando un campo de fuerza que destruyó todo a su alrededor en un intento de matar a sus enemigos.
Sin embargo, debido a sus poderes únicos, Darwin y sus compañeros de equipo se recuperaron. Luego, el equipo pasó 100 años dentro de la Bóveda reuniendo información sobre los Niños. Los poderes de adaptación de Darwin ralentizaron o impidieron que envejeciera y aprendieron que la Ciudad podía resucitar a cualquier Niño que fuera asesinado mediante clonación para evolucionarlo continuamente. La Ciudad finalmente se interesó en el poder de Darwin y lo capturó para poder aprender a crear una nueva generación de Niños. Wolverine también fue capturado. Después de que Synch lanzó un intento de rescate, pudo liberar a Wolverine, pero Darwin fue asesinado durante el proceso por la Ciudad para que pudiera usar sus poderes para crear una nueva generación de Niños. Synch y Wolverine fueron asesinados más tarde por los Niños, pero Synch pudo hacer contacto telepático con X y asegurarse de que todo lo que aprendieron sobre la Bóveda se transmitiera a su forma resucitada. Wolverine finalmente también resucitó, pero Darwin se perdió en la Bóveda.Forja luego inició una misión de rescate para recuperar a Darwin de la Bóveda.Durante la misión de rescate, Forja y una copia clonada de Caliban hacen todo lo posible por recuperar a su aliado desaparecido, pero sus esfuerzos solo han causado más caos, incluido el descubrimiento de que Wolverine había sobrevivido a la misión. Mientras se enfrenta a Serafina (una de las nativas de la Bóveda), Forja resulta herido y finalmente es golpeado por una serie de tentáculos negros desde el interior del laboratorio de la Bóveda. Esto rápidamente deja inconsciente a Forja y le permite comunicarse en sus sueños con Darwin, quien también sobrevivió a la Bóveda. Darwin explica que pasó siglos relativos torturado por los Hijos de la Cámara, describiendo sus experimentos como "autopsias vivientes". Sinceramente, Darwin no sabía cómo se liberaría de su contención. Pero la próxima vez que escanearon su mente y sus recuerdos, Darwin pudo adaptarse al introducir su conciencia en sus sistemas informáticos que alimentan la Bóveda, convirtiéndose en una nueva forma de código viviente. Esta transformación le permitió a Darwin ser capaz de sobrevivir fuera de su forma física dentro de un espacio tecnológico. Mientras Darwin le explica todo esto a Forja, este le revela que no necesita regresar a su cuerpo físico y que preferiría explorar y aprender más sobre la Bóveda. Darwin le dice a Forja que se volverán a encontrar y se aventura nuevamente en el paisaje de datos mientras Forja rescata a Wolverine de la Bóveda.

## Poderes y habilidades
Darwin tiene el poder de la "evolución reactiva"; es decir, su cuerpo se adapta automáticamente a cualquier situación o entorno en el que se encuentre, permitiéndole sobrevivir a cualquier cosa; La naturaleza exacta y los límites de sus poderes no han sido revelados.  
Los ejemplos de sus poderes incluyen: obtener visión nocturna después de unos segundos en la oscuridad; branquias funcionales después de ser sumergidas en agua; Piel a prueba de fuego después de haber sido expuesto a la llama; aumentando su propia inteligencia; convirtiendo su cuerpo en energía pura; ya no requiere oxígeno después de ser aspirado al espacio; transformarse en una esponja cuando se le dispara con un arma diseñada para destruir el sistema nervioso del sujeto; y adquiriendo la comprensión del lenguaje Shi'ar, simplemente mirando muestras escritas. Su poder puede ocuparse de métodos de supervivencia más eficientes que los que Darwin mismo podría elegir; por ejemplo, en lugar de aumentar continuamente los poderes de Darwin cuando recibe el castigo de Hulk, su cuerpo simplemente lo teletransportó lejos de la pelea. 
Su poder también puede funcionar cuando se trata de situaciones que no ponen en peligro la vida de forma inmediata, como hacer que Darwin no pueda emborracharse al permitir que su cuerpo procese el alcohol más rápido de lo normal.

## Recepción
- En 2014, Entertainment Weekly clasificó a Darwin en el puesto 71 en su lista "Clasifiquemos a todos los X-Man de la historia".[16]

## Otros Medios

### Televisión
- Darwin tiene una aparición en el episodio de Wolverine and the X-Men, "Future X", escapando del complejo Centinela con los X-Men en el futuro.

### Cine
- Darwin aparece en X-Men: primera generación, interpretado por Edi Gathegi.[17] Esta versión es afrohispano e inicialmente trabaja como taxista antes de ser reclutado por Charles Xavier y Erik Lehnsherr para ayudarlos a combatir al Club Fuego Infernal. Sin embargo, en medio de una pelea con el grupo, Sebastian Shaw usa la energía que absorbió de Alex Summers para matar a Darwin.[18]La muerte del personaje atrajo la burla de los fanáticos, los críticos y Gathegi,[19]todos los cuales sienten que los poderes de Darwin deberían haberlo hecho inmune y que la escena sirvió como un ejemplo del tropo del "chico negro muere primero".[20][21][22]